# Tetrapterys seleriana
Tetrapterys seleriana là một loài thực vật có hoa trong họ Malpighiaceae. Loài này được Nied. miêu tả khoa học đầu tiên năm 1905.